# Torricellia tiliifolia
Torricellia tiliifolia là một loài thực vật có hoa trong họ Cornaceae. Loài này được DC. miêu tả khoa học đầu tiên năm 1830.